# San Miguel el Alto, delstaten Mexiko
San Miguel el Alto, även benämnd Ranchos Viejos, är en ort i Mexiko, tillhörande kommunen Ixtlahuaca i den västra delen av delstaten Mexiko. Orten hade 105 invånare vid folkräkningen 2010.